# Trinity Church (Irvine)

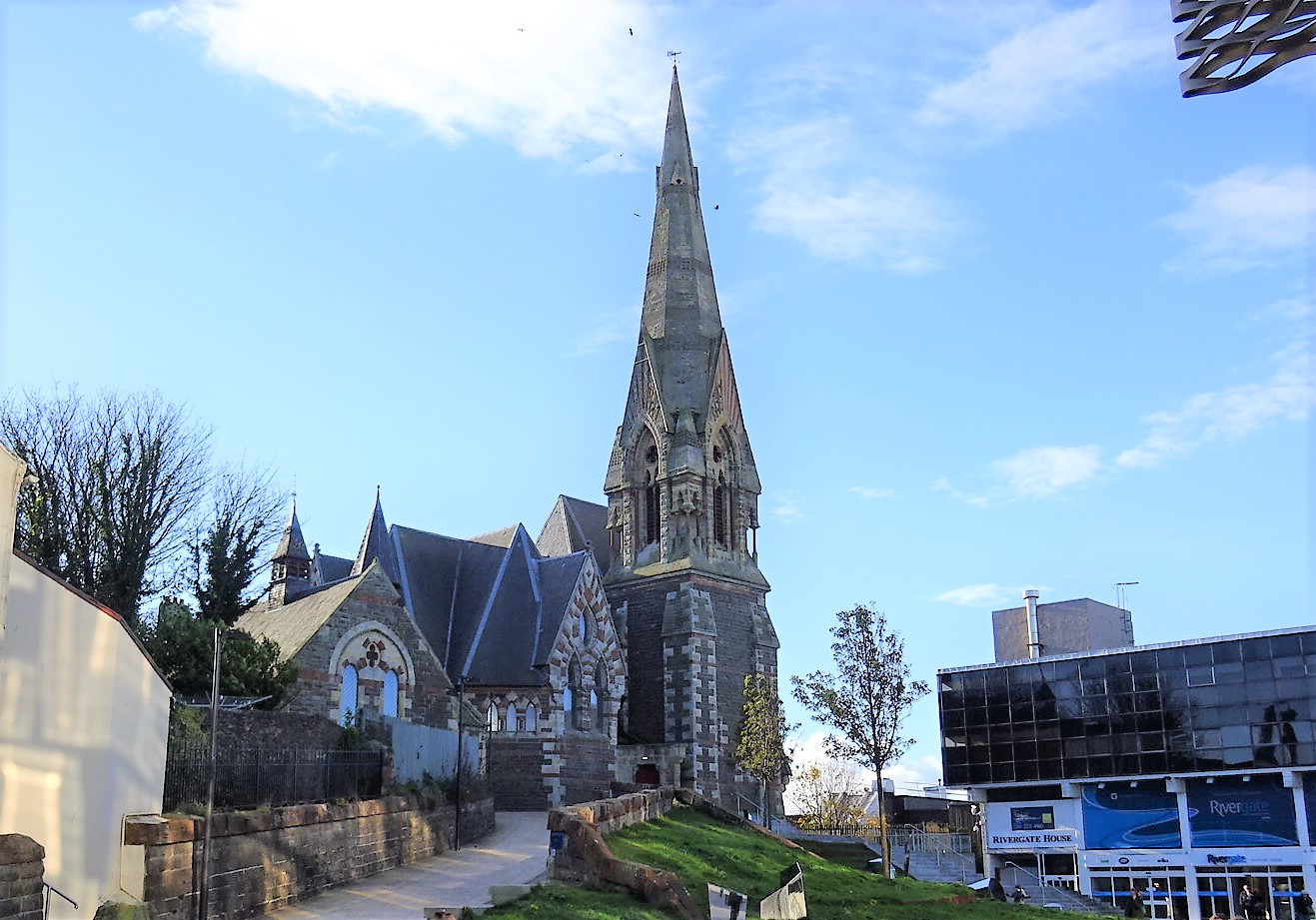
Trinity Church

Die Trinity Church ist ein profaniertes Kirchengebäude in der schottischen Stadt Irvine in der Council Area North Ayrshire. 1971 wurde das Bauwerk in die schottischen Denkmallisten in der höchsten Denkmalkategorie A aufgenommen. Das neogotische Gebäude befindet sich am Ende der Straße Kirkgate nahe dem Ufer des Irvine im Zentrum von Irvine.

## Geschichte
Die Trinity Church wurde im Jahre 1863 nach einem Entwurf des schottischen Architekten Frederick Thomas Pilkington erbaut. 1966 verschmolz die Kirchengemeinde mit der Gemeinde der Wilson Fullarton Church zur St Paul’s Church. In diesem Zuge wurde die Trinity Church aufgegeben und sollte zunächst abgerissen werden. Im folgenden Jahrzehnt stand das Gebäude leer und wurde vandaliert. Nach einem erneuten erfolglosen Antrag auf Abriss, wurde die Kirche 1977 restauriert, wozu 131.000 £ aufgewendet wurden. Im Zuge der Arbeiten wurden auch zwei Bleiglasfenster entfernt und der Sammlung in der Kathedrale von Ely zugeführt. Die Inneneinrichtung wurde im folgenden Jahr entfernt und die Räumlichkeiten zur weiteren Nutzung als Gemeindesaal und Konferenzzentrum umgestaltet. 1982 beschädigte ein Sturm das Dach. Nachdem 1997 der letzte Nutzer das Gebäude verlassen hatte, wurden die nötigen Reparaturarbeiten durchgeführt.
Im Jahre 2001 wurde die Trinity Church in das Register gefährdeter denkmalgeschützter Gebäude in Schottland aufgenommen. Nachdem verschiedene Entwürfe das Gebäude einer neuen Nutzung zuzuführen auf Grund fehlender finanzieller Mittel im Sande verliefen, wurde 2002 erneut der Abriss beantragt. Für eine Restaurierung fielen zu diesem Zeitpunkt geschätzte Kosten von 1,8 Mio. £ an. Ein japanisches Unternehmen unterbreitete den Vorschlag, das Gebäude nach Japan zu versetzen. 2008 wurde einem Entwurf zur Einrichtung eines gastronomischen Zentrums in der Kirche zugestimmt. Der Beginn der Arbeiten verzögerte sich jedoch. Das Dach wurde im Jahre 2010 erneuert und die erste Phase der Umbauarbeiten mit einem Volumen von 500.000 £ begann im darauffolgenden Jahr. Zuletzt 2012 wurde der Zustand des Gebäudes als sehr schlecht, jedoch bei moderater Gefährdung beschrieben.